# Contea autonoma hani di Mojiang
La contea autonoma hani di Mojiang (墨江哈尼族自治县S, Mòjiāng Hānízú ZìzhìxiànP) è una contea della Cina, situata nella provincia di Yunnan e amministrata dalla prefettura di Pu'er.